# Cupid at the Circus
Cupid at the Circus è un cortometraggio muto del 1910. Il nome del regista non viene riportato.

## Produzione
Il film fu prodotto dalla Thanhouser Film Corporation.

## Distribuzione
Distribuito dalla Thanhouser Film Corporation, il film - un cortometraggio di 297 metri - uscì nelle sale cinematografiche statunitensi il 20 maggio 1910.